# Carlos Alzate
Carlos Eduardo Alzate Escobar (nascido em 23 e março de 1983) é um ciclista de pista colombiano.
Representou seu país, Colômbia, no ciclismo nos Jogos Olímpicos de Verão de 2008, terminando em décimo sexto na prova de perseguição individual dos 4 km em pista.